# Porto Mutts 2019
Questa voce raccoglie le informazioni riguardanti i Porto Mutts nelle competizioni ufficiali della stagione 2019.

## X Liga Portuguesa de Futebol Americano

### Stagione regolare
| 5 gennaio 2019 | Algarve Sharks | 14 – 20 | Porto Mutts |  |

| 20 gennaio 2019 | Porto Mutts | 20 – 6 | Lisboa Devils |  |

| 3 febbraio 2019 | Porto Mutts | 33 – 8 | Lisboa Navigators |  |

| 16 febbraio 2019 | Cascais Crusaders | 31 – 27 | Porto Mutts |  |

| 17 marzo 2019 | Paredes Lumberjacks | 12 – 25 | Porto Mutts |  |

| 5 maggio 2019 | Porto Mutts | 22 – 11 | Braga Warriors |  |

### Playoff
| 12 maggio 2019 | Porto Mutts | 47 – 22 | Lisboa Navigators |  |

| 25 maggio 2019 | Porto Mutts | 6 – 23 (0-9 0-7 0-0 6-7) | Lisboa Devils |  |

## II Torneio Fundadores
| 1º dicembre 2019, ore 15:00 | Lisboa Devils | 12 – 14 | Porto Mutts |  |

| Alfena 14 dicembre 2019, ore 15:00 | Porto Mutts | 0 – 33 | Cascais Crusaders | Atlético Clube Alfenense |

## Statistiche di squadra
| Competizione                   | %Vittorie | In casa | In casa | In casa | In casa | In casa | In casa | In trasferta | In trasferta | In trasferta | In trasferta | In trasferta | In trasferta | Totale | Totale | Totale | Totale | Totale | Totale |
| Competizione                   | %Vittorie | G       | V       | N       | P       | Pf      | Ps      | G            | V            | N            | P            | Pf           | Ps           | G      | V      | N      | P      | Pf     | Ps     |
| ------------------------------ | --------- | ------- | ------- | ------- | ------- | ------- | ------- | ------------ | ------------ | ------------ | ------------ | ------------ | ------------ | ------ | ------ | ------ | ------ | ------ | ------ |
| Campionato - Stagione regolare | .833      | 3       | 3       | 0       | 0       | 75      | 25      | 3            | 2            | 0            | 1            | 72           | 57           | 6      | 5      | 0      | 1      | 147    | 82     |
| Campionato - Playoff           | .500      | 2       | 1       | 0       | 1       | 53      | 45      | 0            | 0            | 0            | 0            | 0            | 0            | 2      | 1      | 0      | 1      | 53     | 45     |
| Coppa                          | .500      | 1       | 0       | 0       | 1       | 0       | 33      | 1            | 1            | 0            | 0            | 14           | 12           | 2      | 1      | 0      | 1      | 14     | 45     |
| Totale                         | .700      | 6       | 4       | 0       | 2       | 128     | 103     | 4            | 3            | 0            | 1            | 86           | 69           | 10     | 7      | 0      | 3      | 214    | 172    |